# Каупенс (Јужна Каролина)
Каупенс (енгл. Cowpens) град је у америчкој савезној држави Јужна Каролина.

## Демографија
По попису из 2010. године број становника је 2.162, што је 117 (-5,1%) становника мање него 2000. године.
| Група             | 2000.         | 2010.         |
| Белци             | 1.702 (74,7%) | 1.574 (72,8%) |
| Афроамериканци    | 487 (21,4%)   | 459 (21,2%)   |
| Азијати           | 0 (0,0%)      | 2 (0,1%)      |
| Хиспаноамериканци | 74 (3,2%)     | 92 (4,3%)     |
| Укупно            | 2.279         | 2.162         |